# Гнесін Віталій Ісайович
Віта́лій Іса́йович Гне́сін (25 листопада 1937 р., Харків — 7 травня 2021 р., Харків) — український науковець в царині аеродинаміки турбомашин, доктор технічних наук (1984), професор (1987), лауреат Державної премії України в галузі науки і техніки.

## Життєпис
Народився 1937 року у місті Харків. 1959 року закінчив Харківський політехнічний інститут, 1968-го — Харківський університет.
Протягом 1959—1970 років працював на Харківському турбінному заводі, в 1970-1972-х — у Харківському політехнічному інституті.
Від 1972 року — в Інституті проблем машинобудування ім. А. М. Підгорного НАН України (Харків), з 1986-го — завідувач відділу гідроаеромеханіки енергетичних машин, провідний науковий співробітник.
Одночасно в 1985—1997 рр — професор Харківського автомобільно-дорожнього університету, від 1997-го — Національного технічного університету «Харківський політехнічний інститут».

## Наукова діяльність
Напрями наукових досліджень:
- математичне моделювання та чисельне дослідження просторових течій газу у турбомашинах і компресорах
- проблеми нестаціонарної аеродинаміки турбомашин
- аеропружності лопаткових апаратів турбомашин.

Серед патентів — «Пристрій для охолодження вихлопного патрубка парової турбіни», 2003, співавтори Альперт Олександр Семенович, Галацан Віктор Миколайович, Безуглий Гаррі Зіновійович, Конєв Володимир Афанасійович, Левченко Євген Володимирович, Полуянов Борис Михайлович.

## Нагороди
- Лауреат Державної премії України в галузі науки і техніки 1992 року — «За розробку наукових основ газодинамічного удосконалення та створення високоекономічних і надійних проточних частин парових турбін потужністю 200—1000 МВт». Співавтори — Бабаджанян Микола Артемович, Бойко Анатолій Володимирович, Вірченко Михайло Антонович, Галацан Віктор Миколайович, Гаркуша Анатолій Вікторович, Піастро Анатолій Михайлович.
- Лауреат Премії НАН України імені В. І. Толубинського (2000) — за цикл робіт «Підвищення економічності, надійності та продовження ресурсу теплотехнічного обладнання ТЕС та АЕС», співавтори Голощапов Володимир Миколайович та Шубенко Олександр Леонідович.
- Лауреат Премії НАН України імені Г. Ф. Проскури (2019) — за серію праць «Науково-технічні основи моделювання та проектування високоефективних проточних частин енергетичних турбоустановок», співавтори Русанов Андрій Вікторович та Хорєв Олег Миколайович.

## Обрані праці
- «Розрахунок змішаних течій в решітках турбомашин», 1981, у співавторстві
- «Нестаціонарні трансзвукові та в'язкі течії в турбомашинах», 1986, у співавторстві
- «Coupled Aeroelastic Oscillations of a Turbine Blade Row in 3D Transonic Flow», 2001, у співавторстві
- «Чисельний аналіз нестаціонарних явищ в турбінному ступені з врахуванням коливань лопаткових апаратів», 2002, у співавторстві
- «Аналіз вільних коливань лопатки постійного перетину на основі методу прямого численного інтегрування рівнянь руху», 2004, у співавторстві.